# 雷泰光電
雷泰光電（日语：レーザーテック株式会社，東證1部：6920）是日本的一家半導體關聯裝置製造企業，總部位於神奈川縣橫濱市港北區。該公司在2012年上市，是TOPIX Large70成份股之一。該公司設立於1960年。2023年，雷泰光電被列入日經平均指數成分股。

## 外部連結
- 官方网站